# Lasergelenkte Bombe

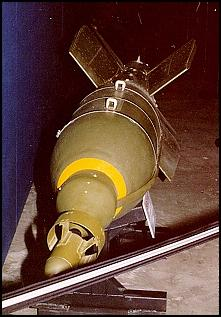
BOLT-117 Lasergelenkte Bombe

Eine Lasergelenkte Bombe, auch als „smart bomb“ bezeichnet, trifft ihr durch Zielbeleuchtung markiertes Ziel durch geregelte, aerodynamische Beeinflussung der Flugbahn genau und sicher.
Die Markierung mittels Laser kann von separaten Einheiten aus, z. B. von Hubschraubern, Flugzeugen, Drohnen oder Bodeneinheiten gesetzt werden. Bei dem System handelt es sich nicht um eine Bombe, sondern um eine Art Ergänzung für die meisten Bombentypen. Der Aufsatz besteht aus dem Suchkopf (auf dem Bild zu sehen) und steuerbaren Leitflossen. Jedoch kann bei schlechten Sichtverhältnissen der Sensor die Markierung nicht erfassen.